# Maite Rojo Garrido
Maria Teresa (Maite) Rojo Garrido (A Coruña, 29 de març de 1973) és una marinera, capità de vaixell i ultrafondista gallega.
Maite Rojo és capitana de naus de fins a 500 tones. A aquest lloc ha arribat a poc a poc, escalant en responsabilitats, en formació i en títols que ha anat aconseguint amb els anys. Començà de tripulant, després de patró, i finalment, arribà a capità. El mar ha format part de la seva vida des de ben petita. Va arribar a Mallorca per treballar amb menys de 20 anys, amb experiència ja de monitora de vela. Rojo s'ha especialitzat sobretot en les travesses llargues. Ha creuat la Mediterrània des de Grècia a les Illes Balears, ha envoltat tota la península Ibèrica, ha fet el trajecte des de les Balears fins a la Corunya d'anada i tornada, ha creuat l'Oceà Atlàntic dues vegades i totes dues anada i tornada, i també el Carib dues vegades, ha travessat gairebé tot l'Oceà Pacífic des de Tahití, l'illa més gran de la Polinèsia Francesa, ha travessat gairebé tot l'Oceà Pacífic, des de Panamà fins a les Illes Galápagos passant per les Illes Marqueses, i finalment també la Polinèsia.
Però Maite Rojo és també una corredora de llargues distàncies i ultrafondista. A participat diverses vegades a les 24 hores d'ultrafons en pista a Barcelona, i el 2021, amb una distància de 216,9 quilòmetres, es convertí en la primera a la classificació femenina, la cinquena a la classificació absoluta i la tercera millor marca de la història a Espanya. Va aconseguir d'aquesta manera recórrer deu quilòmetres més que els aconseguits l'any anterior en una altra prova de 24 hores, a Auckland, Nova Zelanda. Rojo començà a fer atletisme de jove, quan entre els 13 i els 19 anys ja feia mig fons, els 1.500 metres i els 3.000 metres. Més tard, va començar amb les mitges maratons i les maratons, però a poc a poc. Nova Zelanda va ser una gran experiència, però molt dura. A Barcelona, tot i tenir problemes amb un genoll, li va anar millor, i sobretot va aconseguir entrar de manera directa per al mític 'Spartathlon de Grècia'. I d'aquesta manera es va convertir en la primera gallega i la segona espanyola que completà aquest icònic Espartatló grec: va recórrer 247,5 quilòmetres entre Atenes i Esparta en 32 hores i 26 minuts. Rojo també va ser la vuitena corredora a assolir el 2020 la línia de meta a les 100 milles de la 'Tarawera Ultramarathon'. L'agost del 2023 va aconseguir completar amb èxit el recorregut del 'Camiño dos Faros', un trajecte d'una mica més de 200 quilòmetres que connecta Malpica amb Fisterra, amb un desnivell positiu de 5.549 metres, amb un temps de 38 hores 45 minuts.